# Perang Puputan

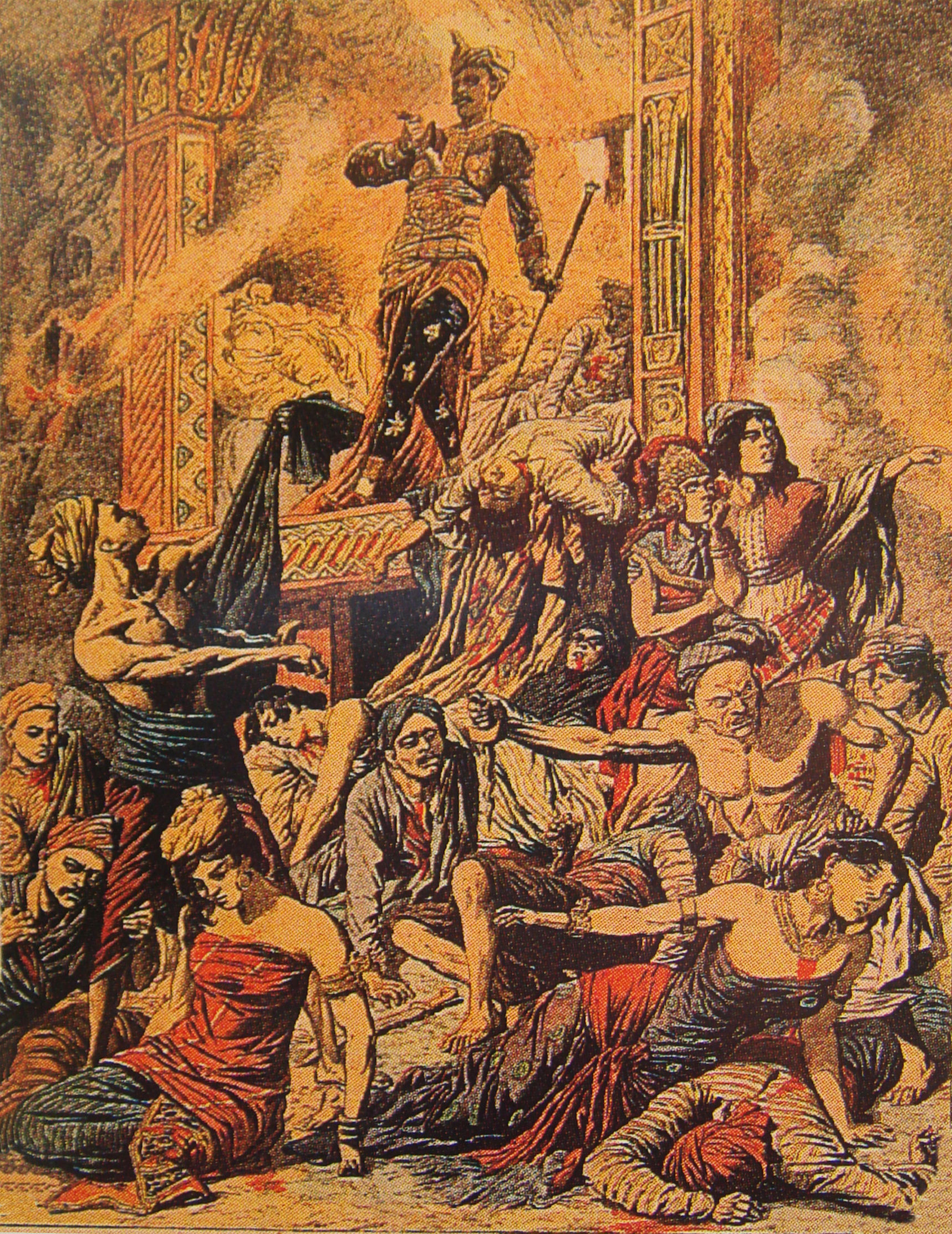
Contemporaine illustratie van de puputan in Buleleng (1849) in de Parijse krant Le petit journal. De tekening is niet erg realistisch, maar dergelijke beeldvorming stimuleerde internationale verontwaardiging over de Nederlandse militaire acties in Indië.

Een Perang Puputan (oude spelling: perang poepoetan) is een Balinees-hindoeïstisch ritueel waarin een verslagen vorst verkiest om samen met zijn familie en gevolg, geheel in het wit gehuld, voor het oog van de genaderde vijand collectief zelfmoord te plegen. Het is de Balinese variant op de traditionele zelfmoord van een hofhouding of harem in het hindoeïsme (in India jauhar genoemd). Er zijn op Bali en Lombok verschillende puputans bekend uit de periode voor de Nederlanders hun koloniale gezag over de eilanden uitbreidden. De bekendste gevallen vonden echter plaats bij de Nederlandse onderwerping van de Balinese vorstendommen tussen 1849 en 1908.

## Puputans tijdens de Nederlandse onderwerping van Bali
Het gezag van de gouverneur-generaal van Nederlands-Indië strekte zich in het midden van de 19e eeuw buiten Java en het zuiden van Sumatra alleen uit over de Molukken en verspreide handelsposten. De vorsten van Atjeh op Sumatra en ook Bali en het aan Bali onderhorige Lombok waren onafhankelijk. De Nederlanders voerden vanaf het midden van de 19e eeuw een politiek van geleidelijke onderwerping van de tussengelegen gebieden en eilanden. Bij de verovering van Bali en de "Pacificatie van Lombok" door het Koninklijk Nederlandsch-Indisch Leger hebben zich een aantal puputans voorgedaan. Enkele slachtpartijen zijn goed gedocumenteerd en er zijn ook foto's van de stapels lichamen.

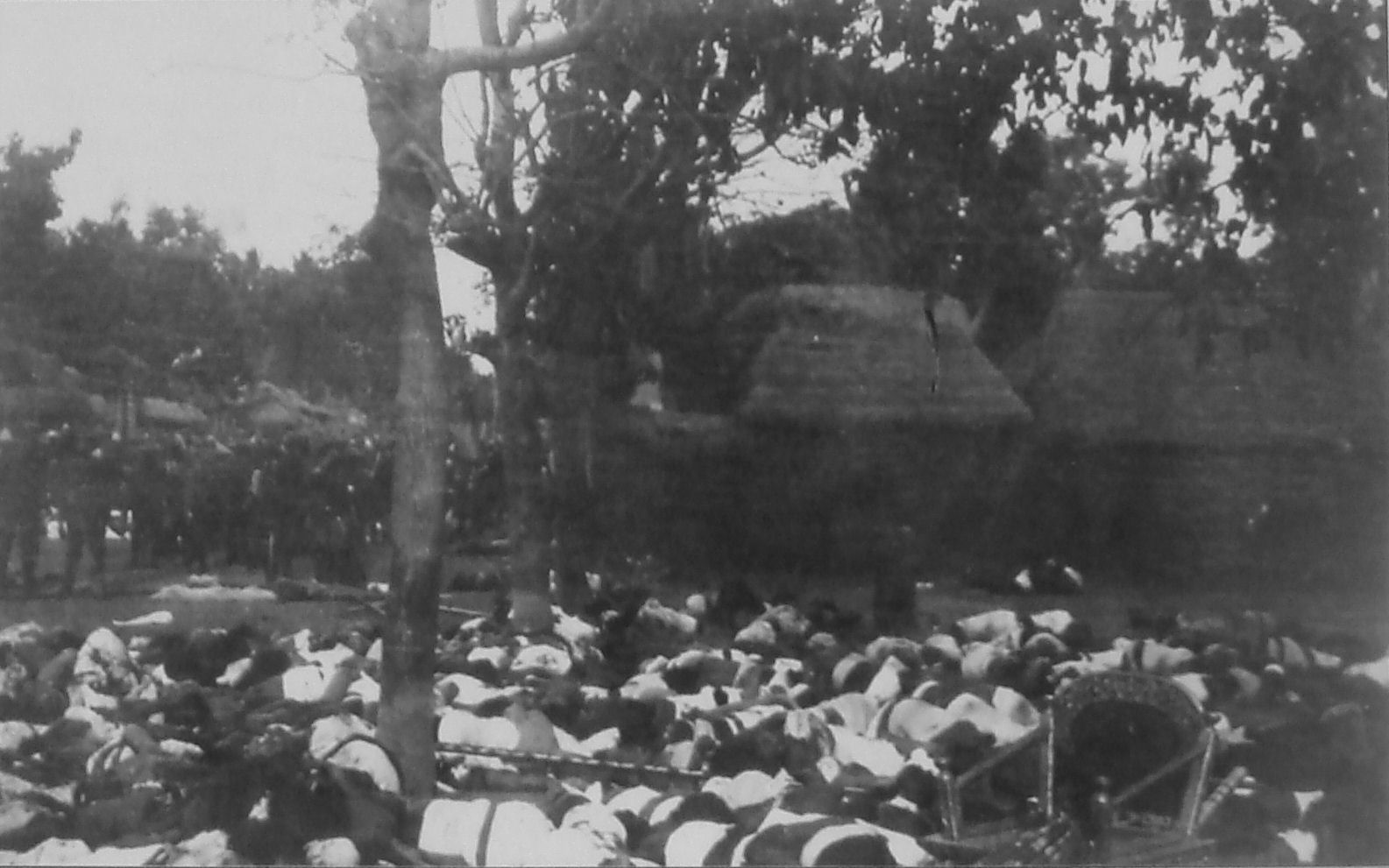
Foto van de lichamen na afloop van de puputan in Badung, 1906

De Nederlanders vielen in 1846 Buleleng aan, een staatje langs de noordkust van Bali. De lokale vorst en diens militaire aanvoerder, I Gusti Ketut Jelantik verzetten zich met succes tegen de Nederlanders. In 1849 lukte het de Nederlanders Buleleng in te nemen. Een groot deel van de lokale elite koos voor rituele zelfmoord - puputan. De vorst zelf was echter al naar het buurstaatje Karangasem ontsnapt. In de opvolgende halve eeuw volgden verschillende Nederlandse expedities en aanvallen op de Balinese staatjes. De overgebleven vorsten van Bali werden ten slotte in 1906 door een expeditie onder het commando van generaal-majoor Rost van Tonningen "gepacificeerd". De vorsten vertrouwden niet op vuurwapens maar op hun priesters, magie en lansen. De Nederlandse inval van 1906 leidde tot een bloedbad waarbij duizenden omkwamen.
De residentie van radja I Dewa Agung Jambe, vorst van Badung, werd enkele dagen na de landing van het expeditieleger genaderd. Toen de Nederlandse troepen het paleis, "puri" genaamd, naderden traden de vorst en zijn vrouwen en kinderen en verdere gevolg in het wit gekleed en voorzien van krissen en lansen naar buiten. Velen droegen kinderen op de arm of zuigelingen op de rug. De radja liet zich in witte crematiekleding op een draagstoel naar buiten brengen. Hij droeg schitterende sieraden en een kris. De stoet die hem begeleidde bestond uit de hovelingen, de paleiswacht, de hindoeïstische priesters, vrouwelijke familieleden, zijn kinderen en zijn gevolg, allen in het wit gekleed en met bloemen in het haar.
Op dertig meter van de Nederlandse troepen steeg de radja uit zijn draagstoel. Op een teken van de vorst stootte een priester zijn kris in het hart van de vorst. Daarop begonnen de vrouwen en hovelingen elkaar neer te steken. Sommigen wierpen zich in hun kris. De vorstelijke familie gunde de Nederlanders niet de eer hen te doden. De Nederlanders beweerden na enige tijd in actie te zijn gekomen naar aanleiding van een geweerschot. Machinegeweren en kanonnen werden op de in het wit geklede menigte die uit de paleispoort kwam leeggeschoten en de lichamen begonnen zich op te stapelen. Vrouwen dreven de spot en toonden hun minachting door goudstukken en sieraden in het gezicht van de Nederlanders te werpen, waarna ze van dichtbij werden neergeschoten.
Er werden die dag meer dan 3500 Balinese doden geteld. Dezelfde dag vond een vergelijkbare puputan plaats in het nabijgelegen paleis van Pemecutan, waarbij de Nederlandse troepen eerst toekeken hoe de hovelingen zichzelf doodden en vervolgens de lichamen en het paleis plunderden. Twee dagen later arriveerde het Nederlandse leger in Tabanan. Ook daar verkoos de radja de dood door rituele zelfmoord. Het laatste zelfstandige Balinese staatje was Klungkung. Dit werd in 1908 door de Nederlanders onderworpen nadat de radja en zijn hovelingen puputan hadden gepleegd.

## Kritiek
Luitenant Colijn die voor zijn aandeel in de verovering van een paleis de Militaire Willems-Orde verwierf beschreef de slachting in brieven. In 1907 besprak het Sociaal Democratische Tweede Kamerlid Van Kol de puputan op Bali tijdens het debat over de begroting van het Ministerie van Koloniën. In de handelingen van de Tweede Kamer: 
Achter hem de knetterende vlammen van zijn poerie: de vorst nadert, terwijl om hem heen zijn strijders sneuvelen, tot op 20 meter onze troepen, zonder door een van de duizenden kogels te zijn geraakt. Nu drukt hij, in het zicht van zijn belagers zich in zijn volle lengte oprichtend, zichzelf een kris in het hart. Een paar honderd vrouwen krissen zich rond zijn lijk, de dood verkiezend boven het vallen in de handen van hun belagers. Nieuwe drommen mensen stormen aan, aangevoerd door de 10-jarige zoon van de vorst. Allen sneuvelden. Welk treurig tafereel is daardoor in de Nederlandse geschiedenisboeken op te nemen. Onze soldaten deden bij deze overwinning geen enkele juichkreet horen. Daarom wil ik deze vorst vanuit het Nederlandse parlement mijn tol van eerbied niet onthouden voor de fierheid van karakter, die hij heeft getoond en voor de heldendood die hij is gestorven. Een heilige plicht blijft op ons rusten om vergeving te vinden voor die vreselijke feiten die ik zou willen wegwissen uit onze historie...
Het relaas van Van Kol wijkt in details af van de verslagen van de puputan in Denpasar en lijkt gebaseerd op de puputan van de vorst van Karangasem na de Pacificatie van Lombok in 1894. Op de overgrote meerderheid van de Tweede Kamer maakte zijn relaas geen enkele indruk.

## Vergelijkbare rituelen in India
De ten-dode-wijding was een oude traditie van de kshatriya's, de hindoeïstische krijgerskaste.
Toen islamitische krijgers uit Afghanistan omstreeks 1200 n.Chr. Noord-India onder de voet liepen, is het meerdere malen gebeurd dat een vorst uit de krijgerskaste van de Rajputs zichzelf en al zijn strijders met het ritueel van een saka ten dode wijdde. Hun vrouwen voerden hieraan voorafgaand een jauhar uit, waarbij zij zich op een brandstapel stortten.
Zelfdoding als meest eervolle uitweg uit een uitzichtloos verloren strijd is overigens ook in tal van andere culturen bekend.